# Jim-la-chance
Jim-la-chance (Lucky Jim) est un roman de Kingsley Amis, publié en 1954 par la maison d'édition Victor Gollancz. Il s'agit de son premier roman, qui lui a valu le prix Somerset-Maugham dans la catégorie fiction. Situé dans les années 1950, Lucky Jim suit les mésaventures de son personnage éponyme, James (Jim) Dixon. Personnage désabusé, Dixon est maître de conférences en histoire médiévale à une université anonyme située dans la province anglaise. Le ton du roman est souvent direct et caustique, mais le style est varié et finement travaillé. Ce roman est l'un des premiers à explorer un thème caractéristique de cette époque : les périples d'un jeune homme dans un monde d'après-guerre à la fois novateur et archaïque.
Les premières pages font référence à une chanson traditionnelle : « Oh Lucky Jim, How I envy him... ». (En français : "« Oh Jim le verni, Comme je l'envie... »).
Kingsley Amis aurait trouvé le nom de famille de Jim Dixon grâce à l'adresse de Philip Larkin entre 1948 et 1952, lorsqu'il était bibliothécaire à l'université : Dixon Drive, Leicester. Lucky Jim est dédié à Larkin, qui a en partie inspiré le personnage principal et qui a beaucoup contribué à la structure du roman.
Le magazine Time a inclus Lucky Jim dans son classement des 100 meilleurs romans de langue anglaise écrits entre 1923 et 2005,. Selon Christopher Hitchens, il s'agit du livre le plus drôle de la seconde moitié du XXe siècle, et Toby Young l'a déclaré meilleur roman humoristique du XXe siècle.

## Résumé
L'année où se situe l'intrigue n'est jamais explicitée, mais ne peut être au-delà de 1951. Jim Dixon est maître de conférences en histoire médiévale à une redbrick university en Angleterre (dans les Midlands). Le comique du roman provient de l'insubordination de Jim Dixon à l'hypocrisie qu'il rencontre dans le monde universitaire, insubordination d'abord intime et fantasmée, mais dont il perd le contrôle, au point de l'afficher publiquement. Malgré une trajectoire désastreuse au premier abord, Jim est chanceux : à la fin de l'histoire, il s'enrichit et obtient la vie londonienne et la femme qu'il désirait. Dixon est né dans le Nord de l'Angleterre, au sein de la classe moyenne inférieure et a été éduqué en grammar school. Il est étranger aux valeurs prétendument intellectuelles du monde universitaire.
L'intrigue prend place vers la fin de l'année académique. Après des débuts peu brillants dans son département, Dixon craint de perdre son poste à la fin de son année d'essai. Espérant être titularisé, il essaye de maintenir de bons rapports avec le directeur de son département, le professeur Welch, un homme distrait, maladroit et pointilleux. De plus, afin de démontrer ses qualifications, il doit mener à bien la publication de son premier article universitaire dans le peu de temps qu'il lui reste.
Dixon rencontre des difficultés dans sa relation fluctuante avec Margaret Peel (également maîtresse de conférences et peut-être inspirée de Monica Jones, qui fut la muse et la compagne de Philip Larkin, ami de Kingsley Amis). Margaret est en convalescence à la suite d'une tentative de suicide, après qu'une relation avec un petit ami se soit mal terminée. Margaret fait usage de chantage émotionnel sur Dixon afin que, par sens du devoir ou par compassion, il reste auprès d'elle dans une relation ambiguë et asexuée.
Le professeur Welch organise un week-end musical qui semble être pour Dixon une chance d'améliorer son statut parmi ses collègues, mais qui vire à la catastrophe quand Dixon, ivre, brûle la literie de son hôte. Au cours de ce week-end, Dixon fait la connaissance de Christine Callaghan, la nouvelle petite amie du fils du professeur Welch, Bertrand, un peintre amateur dont l'arrogance exaspère Dixon. Après une mauvaise première impression, il se rend compte qu'il est attiré par Christine, beaucoup moins prétentieuse qu'elle ne le semblait au départ. Dixon et ses tentatives flagrantes de séduire Christine irritent Bertrand. En effet, celui-ci entend se servir de sa relation avec elle afin d'atteindre son oncle, l'écossais Julius Gore-Urquhart, qui recherche un assistant à Londres. Dixon s'échappe avec Christine du bal annuel de l'université après que Bertrand l'ait mal traitée. Ils s'embrassent et se donnent rendez-vous pour prendre le thé. Cependant, au cours du rendez-vous, Christine avoue se sentir coupable de fréquenter Dixon dans le dos de Bertrand, d'autant plus que Dixon lui-même est censé voir Margaret. Ils décident ne cesser de se voir. L'ancien petit ami de Margaret téléphone à Dixon et lui propose de se rencontrer pour parler de Margaret.
Le roman atteint son climax pendant la conférence de Dixon sur le thème de Merrie England. Ayant tenté de se relaxer grâce à une dose excessive d'alcool, il se met à imiter le professeur Welch et toutes les personnes qu'il déteste, avant de s'évanouir. Welch, relativement compatissant, lui annonce que son contrat ne sera pas renouvelé. L'oncle de Christine, qui révèle secrètement respecter l'originalité de Dixon ainsi que son attitude envers l'arrogance, lui offre le poste convoité d'assistant à Londres, qui est bien mieux rémunéré que son poste à l'université. Puis, Dixon rencontre l'ancien petit ami de Margaret, qui lui révèle qu'il n'a jamais vraiment été le petit ami de Margaret. Les deux hommes se rendent compte que sa tentative de suicide n'était qu'une mascarade afin de faire du chantage émotionnel à l'un et à l'autre. Dixon se sent libéré de Margaret. Christine décide alors de poursuivre sa relation avec Dixon, ayant découvert que Bertrand lui aussi avait une affaire (avec la femme de l'un des anciens collègues de Dixon). Ils décident de quitter la ville pour Londres. En route pour la gare, ils voient passer les Welch. Dixon ne peut s'empêcher de leur passer devant, bras-dessus bras-dessous avec Christine, avant de s'écrouler de rire, les trouvant ridicules.

## Place deLucky Jimdans le roman de campus
Lucky Jim est l'un des premiers exemples de roman de campus (et, selon un critique, le premier à proprement parler.)

## Adaptations cinématographiques
Dans l'adaptation réalisée par John Boulting en 1957, Jim Dixon était joué par Ian Carmichael. Dans le remake TV réalisé en 2003 par Robin Shepperd, c'est Stephen Tompkinson qui tenait ce rôle.